# Stanisław Gruszka (lekarz)
Stanisław Gruszka (ur. 1929, zm. 1989) – polski lekarz internista i endokrynolog, wykładowca akademicki.
Absolwent Akademii Medycznej we Wrocławiu, potem jej pracownik od 1954, gdy został zatrudniony w Klinice Pediatrii, od 1955 w II Klinice Chorób Wewnętrznych. Doktorat uzyskał w 1962, a habilitację w 1967. Pracował kolejno na stanowiskach asystenta, adiunkta, a od 1970 docenta, zaś w latach 1971–1989 był kierownikiem Katedry i Kliniki Endokrynologii AM we Wrocławiu.
Pochowany na cmentarzu św. Wawrzyńca we Wrocławiu.